# Plama Anny

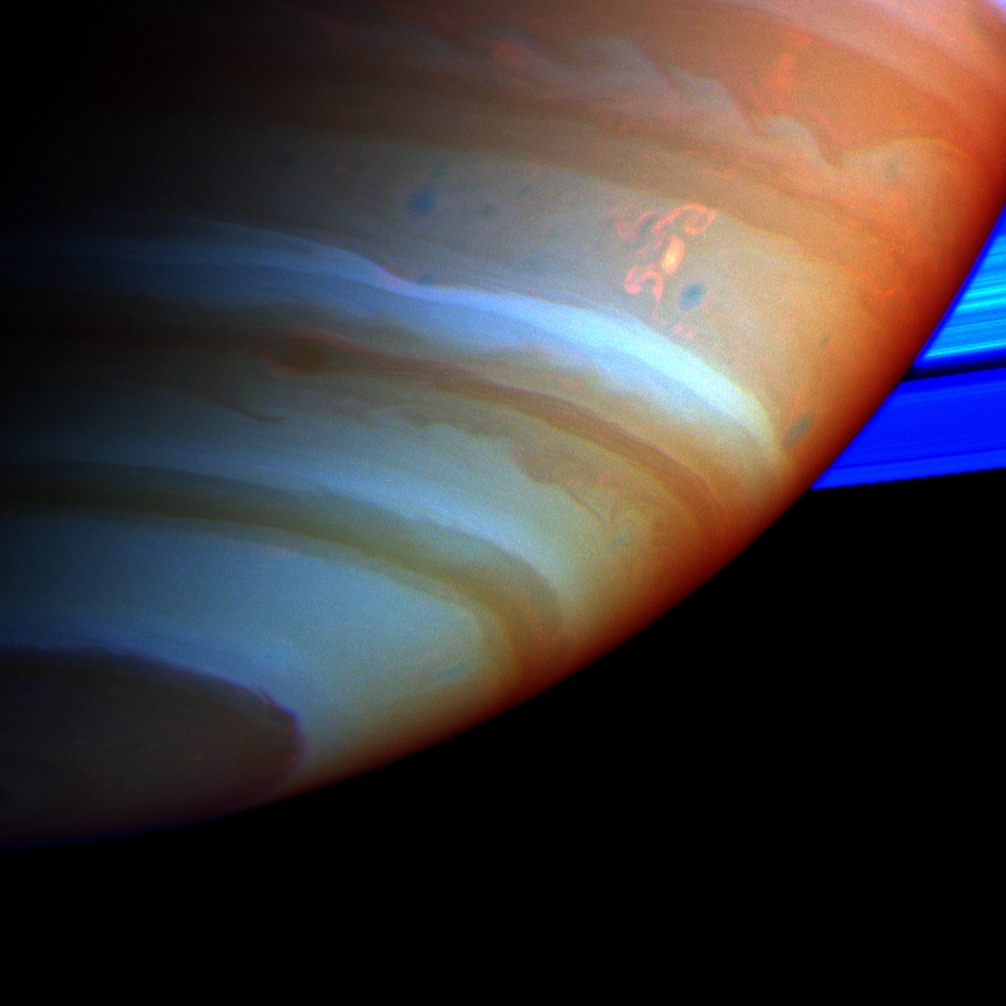
Atmosfera Saturna na zdjęciu wykonanym przez sondę Cassini-Huygens, 15 września 2004.

Plama Anny – owalny twór odkryty przez Anne Bunker na Saturnie. Ta plama jest podobna od Wielkiej Czerwonej Plamy na Jowiszu, ale dużo od niej mniejsza. W 1980 roku plamę tę zauważył Voyager 1, a dane o tej plamie opracowała Anna Bunker.